# Alain Buffard
Pour les articles homonymes, voir Buffard.
Alain Buffard, né le 17 octobre 1960 à Morez dans le Jura et mort le 21 décembre 2013 aux Rousses dans le Jura,,, est un danseur et chorégraphe français.

## Biographie
Alain Buffard commence la danse en 1978 avec Alwin Nikolais au CNDC d'Angers puis, dans les années 1980, il devient l’interprète de Brigitte Farges et Daniel Larrieu pour de nombreuses créations. Il collabore ensuite avec Régine Chopinot et Philippe Decouflé. En 1988, il propose sa première pièce, un solo intitulé Bleu nuit (1988). Il travaille quelques années dans la galerie d'art contemporain d'Anne de Villepoix. Il revient à la création chorégraphique à la fin des années 1990, notamment après sa rencontre avec Yvonne Rainer, en écrivant Good Boy (1998), INtime/EXtime et More et encore (1999).
En 2001, poussant son travail créatif dans le domaine dit de la « non-danse », il crée Dispositif 3.1, regroupant sur le même plateau Anne Laurent, Claudia Triozzi et l’historienne de la danse Laurence Louppe. Il reprend Good Boy, le reconstruit, pour donner Good for.... Ses pièces sont dans la droite ligne des pièces performatives d'Anna Halprin, qu'il a rencontrée en 1996, dont il s'est fait l’un des porte-parole en France. À la manière d’un Jérôme Bel, d’une pièce de La Ribot, il use du corps comme matériau brut interactif en détournant son rôle social et sa fonction pour l’amener ailleurs.
Il collabore avec des plasticiens tels que Jean-Baptiste Bruant, Frédéric Lormeau, Marc Domage, Laurent Goldring, Jan Kopp.
En 2002-2003, il monte l'exposition Wall Dancin'/Wall Fuckin'. En 2003, il propose Mauvais Genre, qui réunit vingt danseurs chorégraphes. En 2005, il remporte le Grand Prix de la danse du Syndicat de la critique pour une pièce plus narrative et intimiste, Les Inconsolés. En 2006, il présente un film, My Lunch with Anna, avec l'artiste Anna Halprin.
Avec Larys Frogier, il est commissaire de l'exposition Campy, Vampy, Tacky au Centre d'art La Criée à Rennes (2004).
Alain Buffard présente une exposition Umstellung / Umwandlung pour un théâtre TanzQuartier à Vienne (Autriche) en 2005. Il est artiste invité au Fresnoy - Studio national des arts contemporains à Tourcoing en 2005. En 2008, il présente un spectacle mêlant diverses formes artistiques comme la danse, le chant et la musique intitulé (Not) a love song au Centre Georges-Pompidou à Paris.

## Principales chorégraphies
- 1988 : Bleu nuit
- 1998 : Good Boy
- 1999 : INtime/EXtime
- 1999 : More et encore
- 2001 : Dispositif 3.1
- 2002 : Good for...
- 2002 : Campy Vampy Tacky
- 2003 : Wall Dancin'/Wall Fuckin'
- 2003 : Mauvais Genre
- 2005 : Les Inconsolés
- 2006 : Umstellung / Umwandlung
- 2007 : (Not) a Love Song
- 2009 : Self&Others,
- 2009 : SESA

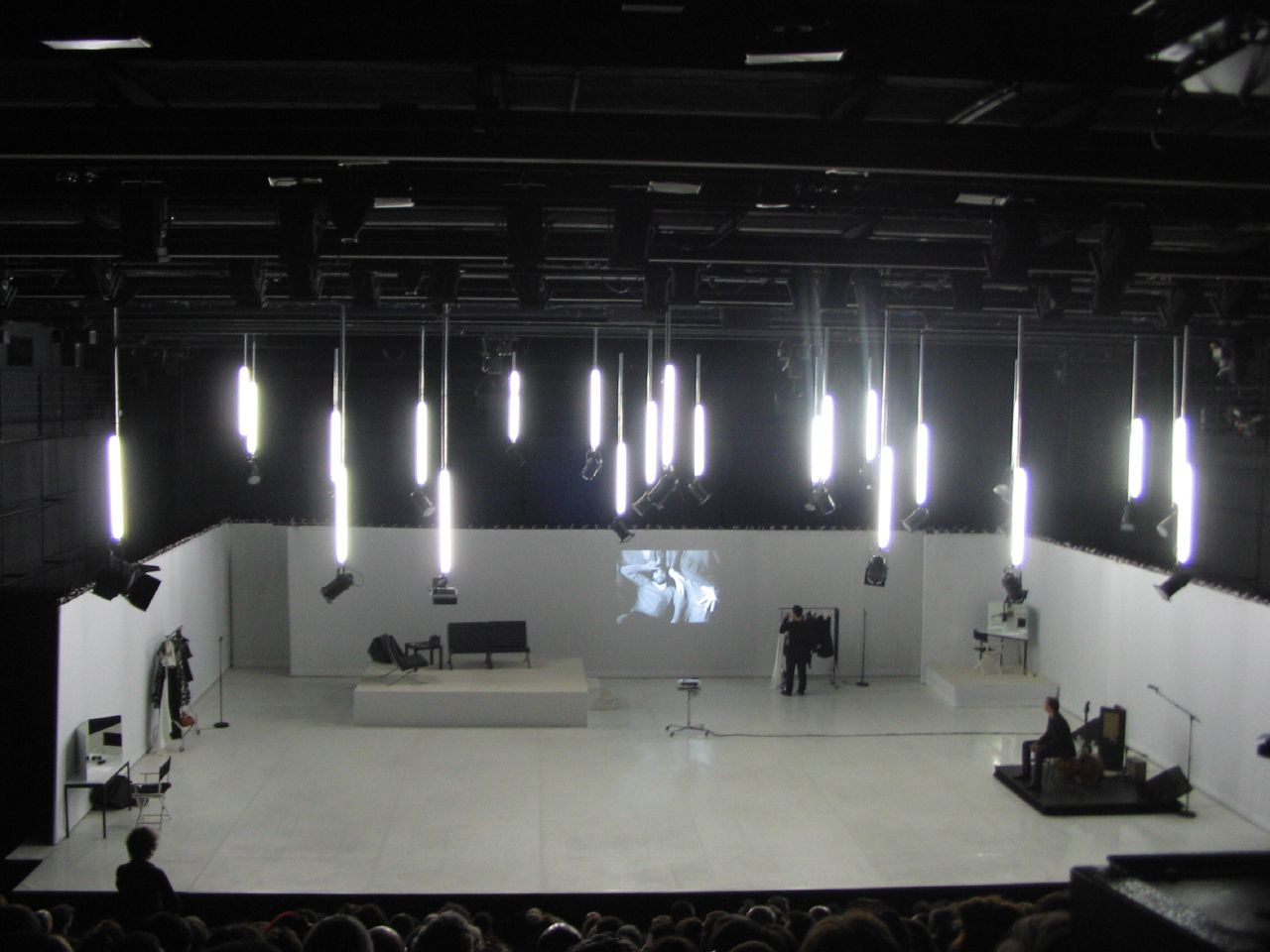
Scénographie de (Not) a Love Song en 2007

- 2010 : Tout va bien, en collaboration avec Fanny de Chaillé[6]
- 2012 : Baron samedi, en collaboration avec Fanny de Chaillé

## Prix et distinctions
- Lauréat de la Villa Médicis hors les murs (1996 et 2004)
- 2005 : Grand Prix de la danse du Syndicat de la critique pour Les Inconsolés[7]